# Jon Ritman
Jon Ritman es un programador de software especializado en videojuegos.

## Biografía
Comenzó vendiendo televisores
Obtuvo su mayor reconocimiento en la década de 1980, trabajando principalmente para Ocean Software programando juegos para ZX Spectrum y Amstrad CPC (ordenadores de 8 bits). Su primer juego fue Namtir Raiders para ZX81. Sus primeros éxitos fueron los juegos Bear Bovver y Match Day para ZX Spectrum.
En 1994 desarrolló Monster Max para Game Boy. Nintendo le ofreció incorporar uno de sus personajes en el juego, pero lo rechazó. Posteriormente el juego fue pobremente distribuido por Titus y a pesar de las buenas opiniones en la prensa fue un fracaso en ventas.
En julio de 2006, en la lista World of Spectrum, tres de los cuatro mejores juegos de Spectrum habían sido programados por Ritman: Head Over Heels, Batman y Match Day II.

## Juegos
Los juegos en cuyo diseño (y a veces programación) ha participado Jon Ritman son:
- Namtir Raiders, Artic.
- Cosmic Debris, Artic.
- 3D Combat Zone, Artic.
- Dimension Destructors, Artic.
- Bear Bovver, Artic.
- Match Day, Ocean Software.
- Batman, Ocean Software.
- Head Over Heels, Ocean Software. 1987.
- Match Day II, Ocean Software. 1987.
- Monster Max, Rare/Titus. 1994.
- Super Match Soccer,[5] Cranberry Source. 1998.

Además, desarrolló dos simuladores más de fútbol que no llegaron a publicarse: "Final Whistle" para la placa recreativa Razz (que seguí la estela de Match Day II y fue cancelado por ser poco adecuado para recreativas), y "Soccerama" para NES (que no superó los controles de calidad de Nintendo debido a unos bugs).

## Curiosidades
- Antes de dedicarse a la programación, Ritman trabajaba en una empresa de alquiler de televisores.
- El nombre de su primer juego, Namtir Raiders, es su apellido al revés.
- En la mayoría de juegos trabaja con Bernie Drummond, que hace los gráficos, y con Gary Stephens, que compone la música.
- Sus juegos favoritos Jet Pack, Knight Lore, la saga Super Mario Bros y Zelda(N64)